# 歌舞伎座タワー
歌舞伎座タワー（かぶきざタワー）は、東京都中央区銀座に位置する複合施設であるGINZA KABUKIZAにおけるオフィスビル。歌舞伎座の建て替え事業として建設された。第55回BCS賞、2014年度日本鋼構造協会業績表彰 業績賞、2014年度照明普及賞、第24回AACA賞特別賞を受賞。

## 概要
松竹は1990年代、老朽化が深刻化した第四期歌舞伎座（1950年竣工）の建て替えを検討し始め、一時は劇場をビルの中に取り込む案も検討されたが、2005年（平成17年）に設置された「歌舞伎座再生委員会」（座長伊藤滋）は、「建て替え＋超高層オフィス棟」という草案を導き出した。
それに基づき、設計を担うことになった三菱地所設計・隈研吾建築都市設計事務所は、第四期歌舞伎座のイメージやホール音響の良さを継承しつつ、劇場としての機能を向上させることと、背後に高機能なオフィスタワーを併設するという与えられた命題を解決すべく、第四期歌舞伎座を徹底的に調査した。その結果、多くの人々に親しまれてきた第四期歌舞伎座の正面前庭から大間を経て客席・舞台に至る空間構成を踏襲しつつ、舞台上部にタワーを重ねるという土木的スケールのメガストラクチャーを採用することによって、劇場の各エリアを拡張し機能性を高めるという整備手法を編み出し、建て替え工事に入り、2013年4月2日に歌舞伎座タワーと歌舞伎座からなる複合施設「GINZA KABUKIZA」が開業した。
タワーは地下4階、地上29階建てで、タワー劇場正面は細長い縦格子をはめ込んだ和風モダン調にし、それ以外の3面は一般的なオフィスビル同様、ガラスが多用されている。また開発にあたっては銀座の都市再生に貢献すべく、都市再生特別地区に採用され、容積率が緩和されている。

## 施設構成
地下鉄東銀座駅と直結したオフィスビルで、歌舞伎座タワーとしての正面は昭和通り側となる。舞台上部にタワーを配置しているため乗用エレベーターを足元まで下ろすことができない。このため、1階エントランスから5基のシャトルエレベーターで一旦7階に運び、スカイロビーのあるこの階で乗用エレベーターの乗り換えとなる。
オフィス階は7階～29階の23層で、1フロアの面積は約1700㎡の無柱空間が実現され、北西向きの貸室となっている。また、歌舞伎座の背景となるタワー南立面の開口面積を減らしてシンプルなファサードとし、あわせて夜間に事務室の光が外にもれないようにするため、コア部分は南側に配置した。
地下2階に配置された木挽町広場は、劇場客席真下にあたり地下鉄東銀座駅コンコースと同一レベルでフラットに接続され、災害時には一時受入施設として帰宅困難者約1,000人の収容が可能となっている。

## 主な入居テナント
- ドワンゴ本社
- アーキテクト・ディベロッパー本社
- ICBインターナショナル本社
- あゆみ製薬本社
- マイナビアートスクエア[6]
- リンクアンドモチベーション